# Colón (Entre Ríos)
Colón is een plaats in het Argentijnse bestuurlijke gebied Colón in de provincie Entre Ríos. De plaats telt 21.100 inwoners.

## Galerij

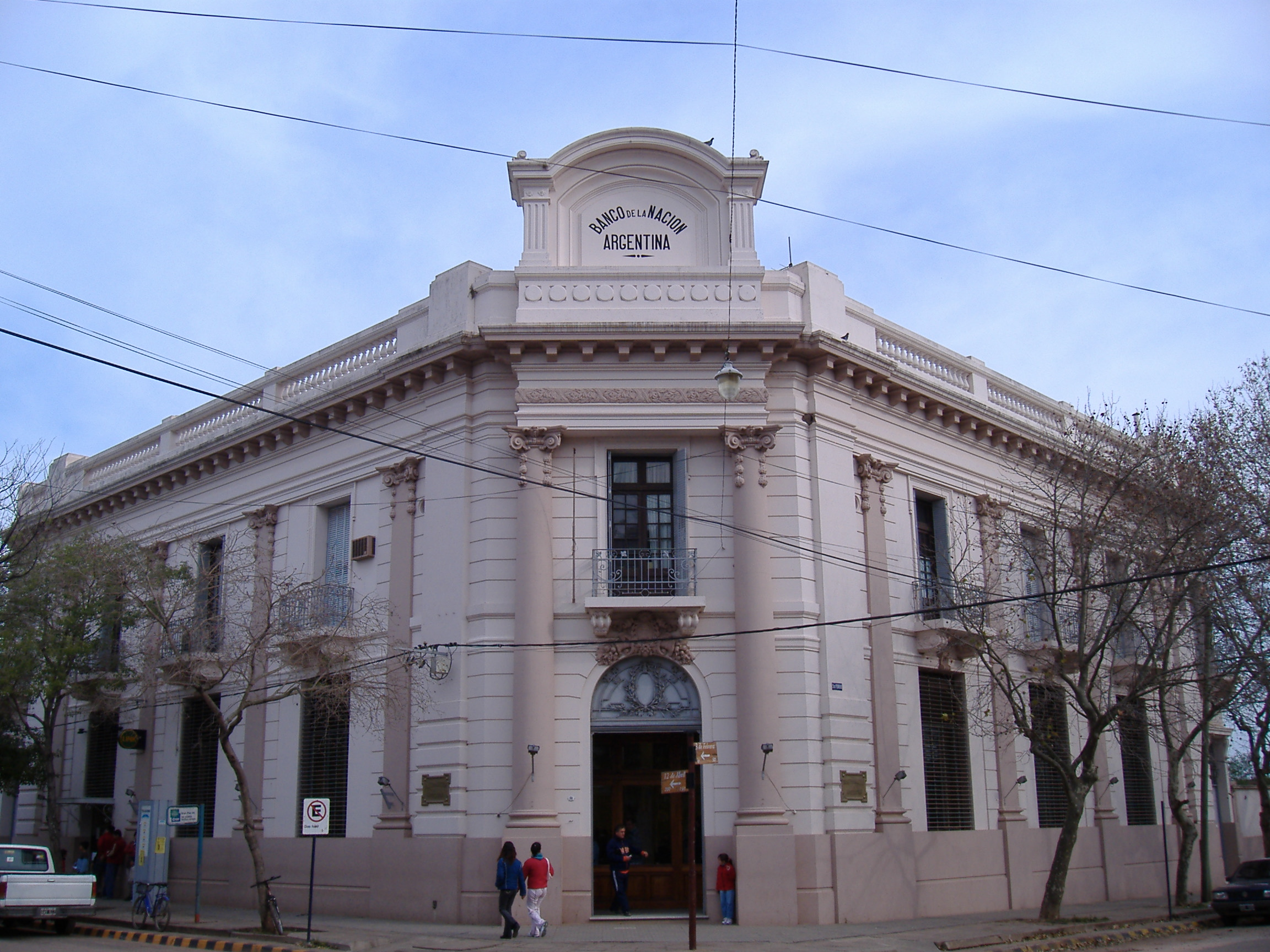
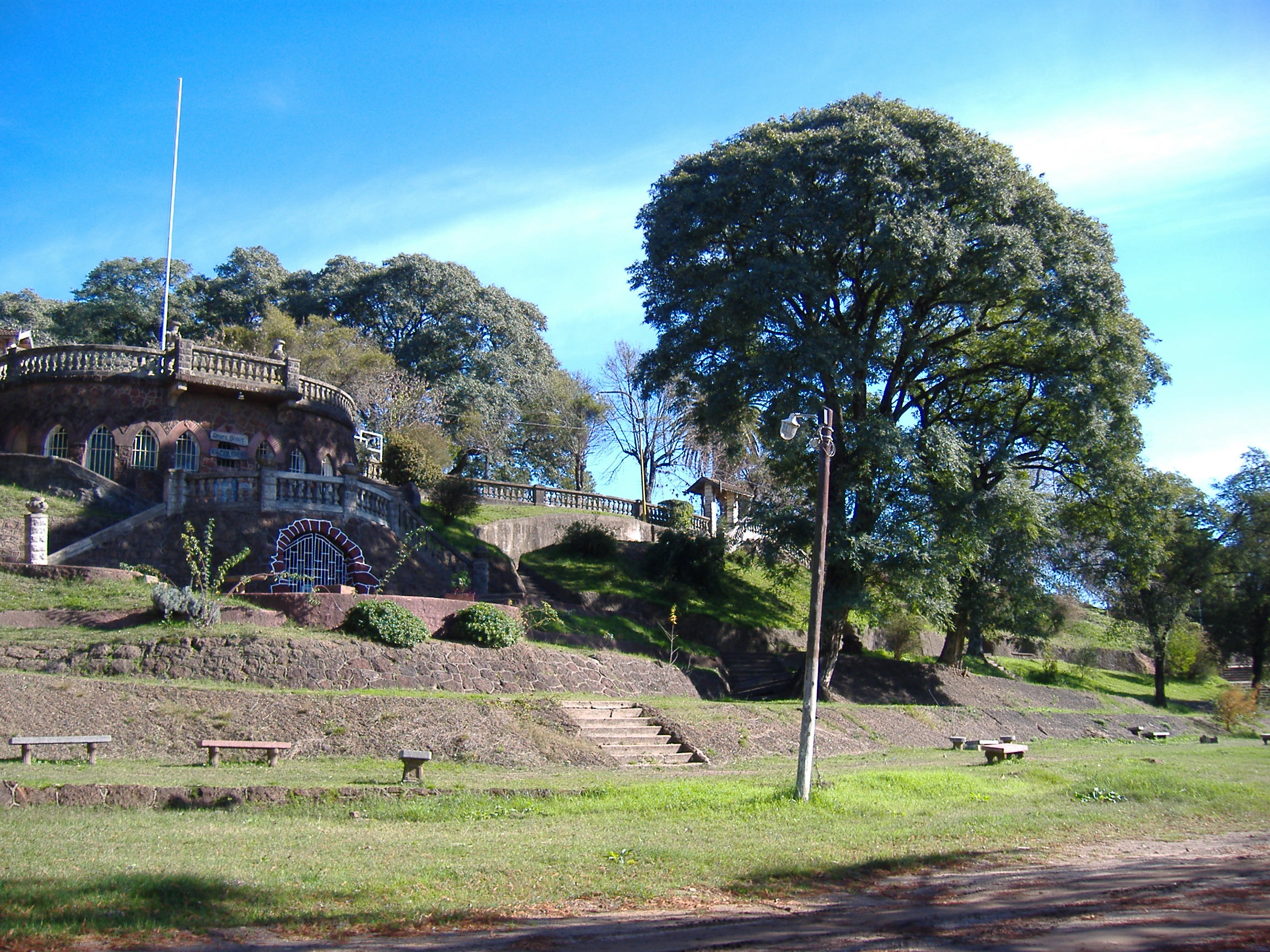
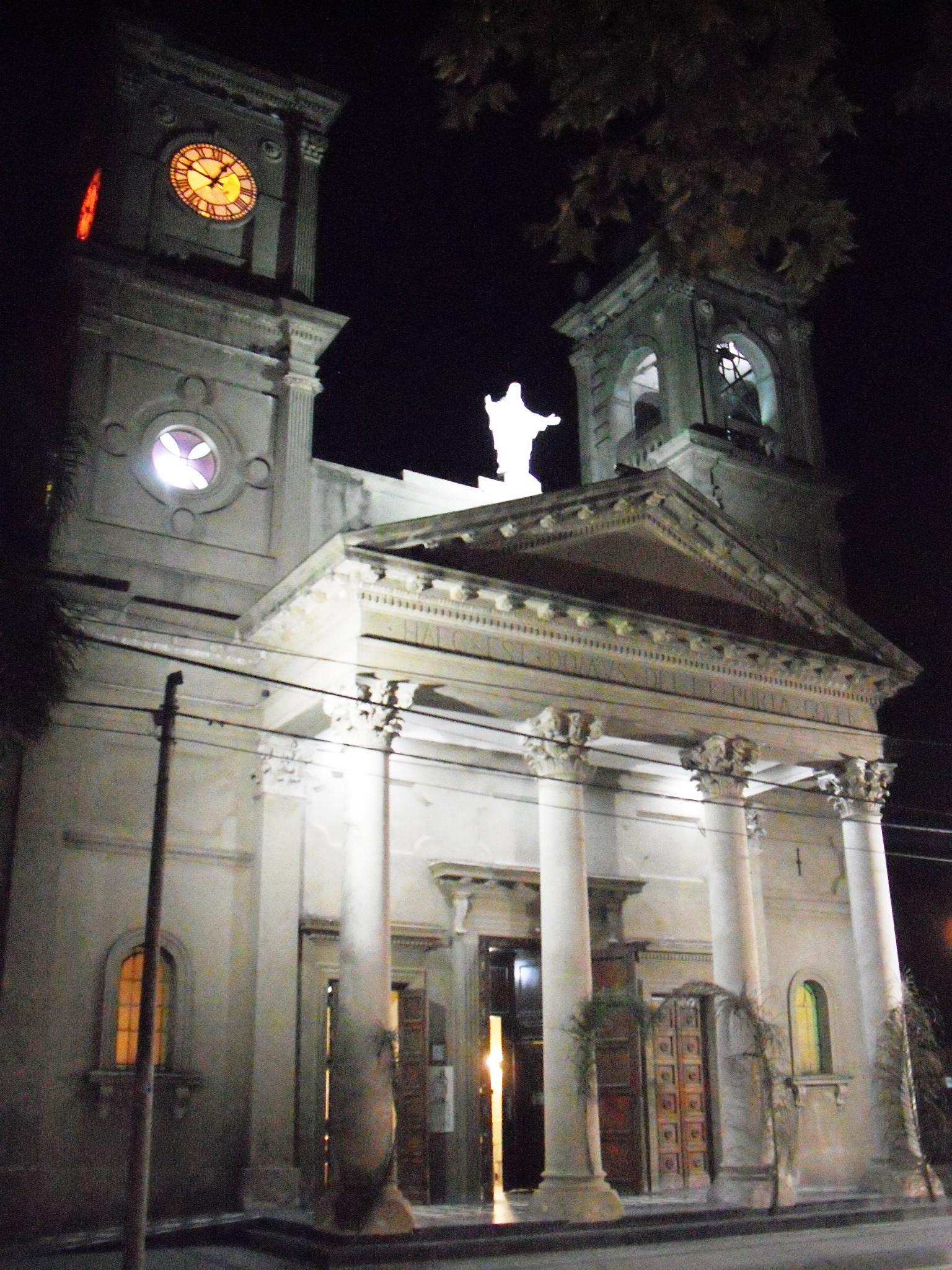
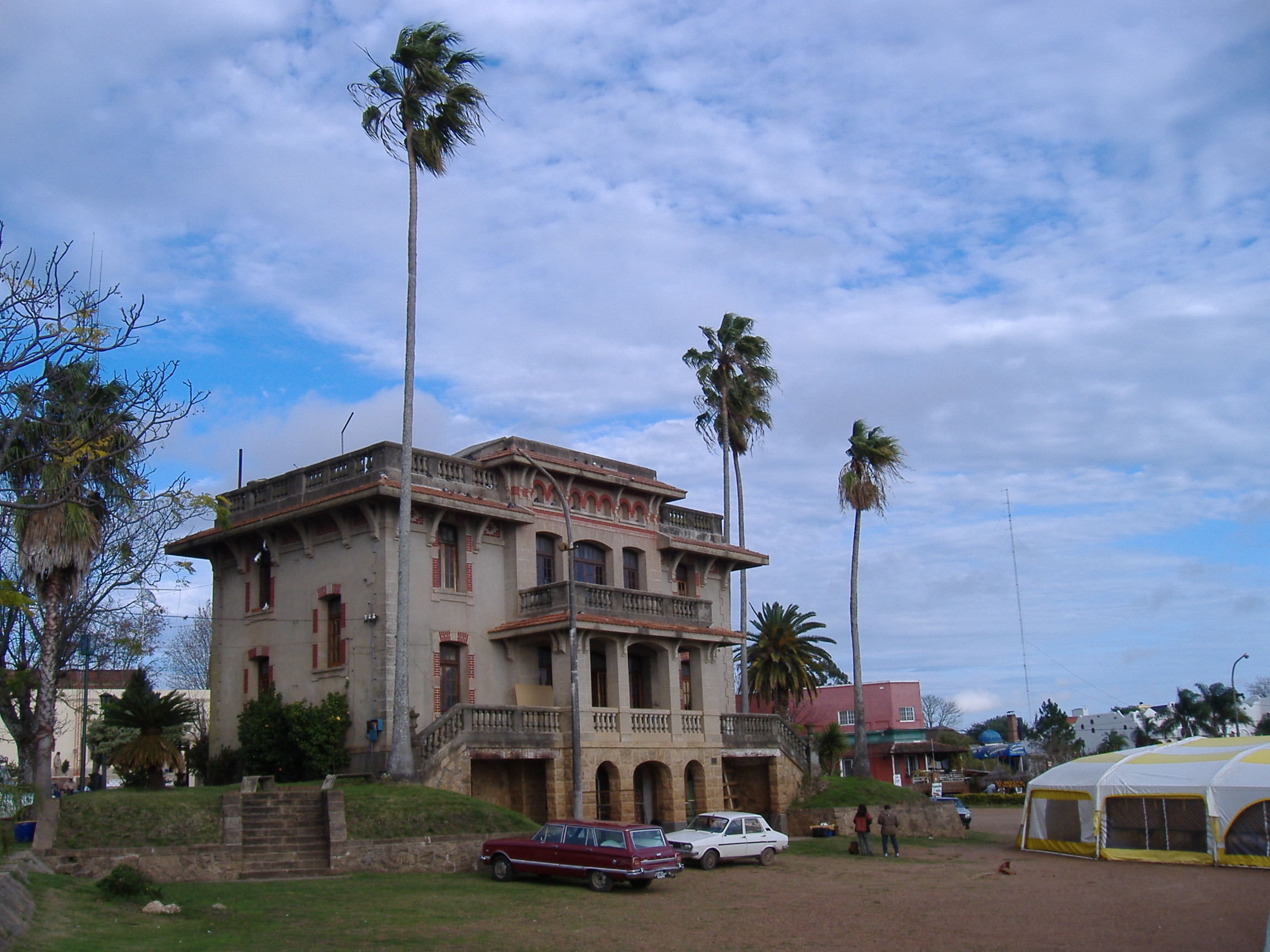